# Collastoma kozloffi
Collastoma kozloffi är en plattmaskart. Collastoma kozloffi ingår i släktet Collastoma och familjen Umagillidae. Inga underarter finns listade i Catalogue of Life.